# نيو هارفست
نيو هارفست هو معهد أبحاث تموله الجهات المانحة المكرسة لمجال الزراعة الخلوية، وتركز على التقدم في جهود البحث العلمي المحيطة بالمنتجات الحيوانية المستزرعة.وتسلط الضوء على تزايد المخاوف البيئية والأخلاقية المرتبطة بالإنتاج الحيواني الصناعي. تأسست 501 (ج) (3) غير ربحية في عام 2004.اليوم، تمول شركة نيو هارفست الأبحاث الجامعية لاحداث قفزة تطورية في مجال الزراعة الخلوية، مثل تركيب وسائل إعلام ثقافية جديدة، والمفاعلات الحيوية، وطرق تجميع الأنسجة لإنتاج اللحوم المستزرعة. ينظم معه دنيوهارفست مؤتمرًا سنويًا - من بين المؤتمرات المهنية الأولى المتعلقة بالزراعة الخلوية - حيث يربط العلماء ورواد الأعمال وغيرهم من الأطراف المهتمة في مجالات العلوم الحيوية والأمن الغذائي.